# Jean-Yves Ferri
Jean-Yves Ferri (ur. 20 kwietnia 1959 w Mustaghanim) – francuski pisarz i scenarzysta komiksowy. Od 2013 autor scenariuszy albumów komiksowych o Asteriksie.

## Życiorys
Urodził się 20 kwietnia 1959 r. w Mustaghanim (na terenie ówczesnej Algierii Francuskiej). W 1962 r. przeniósł się z matką do Albi.
W 1993 r. rozpoczął współpracę z francuskim czasopismem Fluide Glacial, na łamach którego publikował swoje komiksy.

## Twórczość

### Cykl komiksów o Asteriksie
W 2011 r. Albert Uderzo (który po śmierci René Goscinnego w 1977 r. sam publikował kolejne albumy przygód Asteriksa) ogłosił przejście na emeryturę. Tego samego roku grupa mediowa Hachette (właściciel praw autorskich) ogłosiła, że komiksy o Asteriksie będą tworzone według scenariuszy Ferriego, a ilustratorem będzie Didier Conrad. Sam Uderzo nalegał, by prace nad komiksem kontynuowały dwie osoby, a nie całe studio artystów.
Jean-Yves Ferri przyznał w wywiadzie, że jego ulubionym albumem o Asteriksie jest Asteriks legionista, a ulubioną postacią z serii – Obeliks.
Komiksy o Asteriksie ze scenariuszem Ferriego:
- Asteriks u Piktów (2013)
- Papirus Cezara (2015)
- Asteriks w Italii (2017)
- Córka Wercyngetoryksa (2019)
- Asteriks i Gryf (2021)

### Pozostała twórczość
Jest także autorem komiksów:
- Aimé Lacapelle[5] (2000–2007),
- Le Retour à la terre[6] (2002–2008),
- Le Sens de la vis[7] (2007−2010).